# Красное (Чернухинский район)
Красное (укр. Красне) — село,
Вороньковский сельский совет,
Чернухинский район,
Полтавская область,
Украина.
Код КОАТУУ — 5325180805. Население по переписи 2001 года составляло 240 человек.

## Географическое положение
Село Красное находится на расстоянии в 1 км от села Архиповка (Лохвицкий район),
в 2,5 км — село Александровка.
По селу протекает пересыхающий ручей с запрудой.
Через село проходит автомобильная дорога Р-60.